# Сержонки
Сержо́нки (рос. Сержонки) — присілок у складі Афанасьєвського району Кіровської області, Росія. Входить до складу Пашинського сільського поселення.
Населення становить 7 осіб (2010, 27 у 2002).
Національний склад станом на 2002 рік — росіяни 96 %.